# Hungry Shark World
Hungry Shark World est un jeu vidéo d'action développé sur iOS et Android par Future Games Of London et édité par Ubisoft en 2016. Le jeu sort également en 2018 sur PlayStation 4, Xbox One et Nintendo Switch.
Hungry Shark World est un jeu où le joueur prend le contrôle d’un requin affamé et dangereux qui mange les autres animaux du récif pour survivre et évoluer. Il est la « suite » du jeu Hungry Shark Evolution, du même éditeur.
Le jeu contient plus de 20 requins différents, certains ayant vraiment existé et certains ayant été inventés pour le jeu. 
Le jeu est gratuit mais il est possible d'acheter des pièces d'or et des gemmes avec du vrai argent.

## Système de jeu
En début de partie, vous atterrissez dans l'une des mers et océans du jeu avec votre Requin ou animal marin.
Pour l'instant, il y a 4 mers disponibles dans le jeu : la mer Pacifique (Océan), arctique (Océan), d'Arabie et de Chine (il se peut que certaines soit parfois ajoutées pour une durée limitée).
Votre requin a une barre de vie qui descend toutes les secondes et quand cette barre de vie est à 0, vous mourrez. Plus vous mangez de poisson plus vous resterez longtemps en vie.
En plus de la barre de vie, il y a une barre de boost qui permet d'aller plus vite, de manger le plus vite[Quoi ?] des proies ou détruire les bateaux, hélicoptères, drones, sous-marins et barrière.
Chaque proie rapporte des points en fonction de sa taille et le but est d'avoir le plus de points possible pour faire des combo multiplicatif (de ×2 à ×12), certaines proies sont dorées ou en diamant et donnent de l'or ou du diamant, une barre d'or augmente, si elle est remplie c'est la ruée vers l'or et toutes les proies pouvant être mangées deviennent en or, et cette barre remplie aussi une autre qui déclenche une Méga Ruée vers l'or où toutes les proies et objets peuvent être mangés et tiple[Quoi ?] l'or.
Dans les niveaux, il y a les 6 lettres du mot « HUNGRY » qui sont déciminers[Quoi ?] aléatoirement dans la mer, si les lettres sont réunies, le requin devient très grand et invincible pouvant manger tout durant quelques secondes.
Il y a aussi des évènements qui sont très régulièrement rajoutés au jeu où le but est de faire mieux que les autres joueurs dans un  classement. Plus votre position est bonne dans ce dernier, plus vous recevrez de bonnes récompenses.
Chaque jour, il y a des récompenses quotidiennes et 5 trésors cachés dans chaque mer.

## Accueil
- Gamezebo : 4/5[1]
- Pocket Gamer : 8/10[2]